# Enrique Beckles
Enrique Beckles, född 5 augusti 1927, är en argentinsk friidrottare. Han deltog vid olympiska sommarspelen 1952.